# Gazzetta News
Gazzetta News è stato il telegiornale della rete televisiva italiana Gazzetta TV, in onda tra il 2015 e il 2016.

## Edizioni
Erano previste varie edizioni giornaliere, alle ore 7.00, 7.15, 7.30, 7.45, 8.00, 8.15, 8.30, 8.45, 9.00, 13.00, 13.30, 14.00, 14.45, 19.30, 20.00, 20.30, 23.00, 23.30. Tutte le edizioni avevano una durata di 15 minuti o 30 minuti. Inoltre erano presenti 5 edizioni di 11x90 rispettivamente alle 9.00, 10.00, 11.00, 12,00, 21.00.

### Rubriche
- Gazzetta News Sottorete
- Gazzetta News Sottocanestro
- Gazzetta News Calciomercato

## Conduttori
- Nino Morici
- Viviana Guglielmi
- Ettore Miraglia
- Andrea Berton
- Fabrizio Boni
- Franco Piantanida
- Francesca Baraghini
- Deborah Schirru
- Marilena Albergo
- Federica Migliavacca
- Sarah Castellana
- Patrizio Pavesi